# 곽배
곽배(郭培, 생몰년 미상)는 중국 위진남북조 시대의 위나라를 섬긴 장수, 정치가이다. 위의 공신인 곽회(郭淮)의 동생이다.

## 생애
224년 조식을 비판하고 조웅을 애도한 글로 위제 조비(曹丕)의 눈에 들어 낭중에 임명된다. 하지만 이 시기에는 이미 그의 형 곽회가 옹주자사를 역임한데다가 정후의 작위까지 받은 상태였기 때문에, 그의 임관은 실제로는 더 빨랐을 가능성이 크다. 226년, 임지가 안정군으로 발령난다.
240년 강유의 북벌에 대항하여 수비하였으나 격파당했으며, 244년 곽회가 촉 정벌군의 선봉이 되었을 때는 교위 후평(侯平)과 함께 강족을 수비했다. 247년 강유가 강족의 불만을 자극하여 반란을 사주하여 강족이 쳐들어오자, 후평은 패주하였으나, 홀로 곽회가 도달할 때까지 버텨냈다.
249년 촉장 구안(句安)과 이흠(李歆)에게 항복을 권유하여 항복시켰으며, 관직이 문관직에서 무관직으로 이관되어 비장군, 군사장군, 중랑장 등을 역임하였으며, 그의 형 곽회가 현후의 작위를 받았을 때에는 안서장군(安西將軍)이 되었다. 255년 곽회가 죽자 관내후에 들었다.
262년까지 등애(鄧艾)의 지휘 아래 촉을 막았으며, 263년 사마소(司馬昭)의 촉 토벌령에 그대로 등애의 휘하로 감군으로 참가했다. 촉이 멸망한 뒤 등애의 장계를 직접 전달했기에 종회와 강유가 일으킨 반란의 화를 면할 수 있었으며, 중앙으로 돌아온 뒤에는 다시 문관직으로 이관하여 시중, 집금오 등으로 차례로 승진했으나, 오래지 않아 병사했다. 슬하의 자식이 세 명이 있었으나, 모두 그가 죽기 전에 죽어 그 직위를 잇지 못했다.

## 같이 보기
- 곽회